# 3. domobranski pehotni polk (Avstro-Ogrska)
Za druge 3. polke glejte 3. polk.
3. domobranski pehotni polk (izvirno nemško k.k. Landwehr Infanterie Regiment Nr. 3; dobesedno slovensko: Cesarsko-kraljevi deželnobrambovski pehotni polk št. 3) je bil pehotni polk avstro-ogrskega Domobranstva.

## Zgodovina
Polk je bil ustanovljen leta 1889. 

### Prva svetovna vojna
Polkovna narodnostna sestava leta 1914 je bila sledeča: 94% Nemcev in 6% drugih.
Naborni okraj polka je bil v Gradcu in Mariboru, pri čemer so bile polkovne enote garnizirane v Gradcu.
Med prvo svetovno vojno se je polk bojeval tudi na soški fronti, med drugim tudi med tretjo soško ofenzivo.

## Poveljniki polka
- 1898: Theodor Sedlaczek[4]
- 1914: Franz Flach[1]